# ウカシュ・テオドルチュク
ウカシュ・テオドルチュク（ポーランド語: Łukasz Teodorczyk, 1991年6月3日 - ）は、ポーランド出身のサッカー選手。

## 経歴

### クラブ
2010年1月、ヴクラ・ジュロミンからポロニア・ワルシャワに加入した。2010-11シーズンはエクストラクラサのユースリーグで得点王、最優秀選手に選出された。
2013年1月、ポロニアからレフ・ポズナンに4年契約で移籍した。レフ・ポズナンではロベルト・レヴァンドフスキが2008年から2010年の所属時に記録した58試合32得点に近い50試合24得点を記録した。
2014年8月27日、ディナモ・キーウに移籍金400万ユーロ、5年契約で移籍した。ウカシュはディナモ・キエフに所属する最初のポーランド人選手となった。
2016年8月、アンデルレヒトに期限付き移籍した。
2018年8月、ウディネーゼ・カルチョに完全移籍。
2022年1月4日、LRヴィチェンツァに移籍。

### 代表
2013年2月2日、スペインのマラガで開催されたルーマニア代表戦でポーランド代表として初出場を果たし、2得点を決めた。

## 個人成績

### 国際大会
| 国際大会個人成績 | 国際大会個人成績 | 国際大会個人成績 | 国際大会個人成績 | 国際大会個人成績 | 国際大会個人成績 | 国際大会個人成績 |
| 年度             | クラブ           | 背番号           | 出場             | 得点             | 出場             | 得点             |
| UEFA             | UEFA             | UEFA             | UEFA EL          | UEFA EL          | UEFA CL          | UEFA CL          |
| ---------------- | ---------------- | ---------------- | ---------------- | ---------------- | ---------------- | ---------------- |
| 2013-14          | レフ・ポズナン   | 10               | 4                | 3                | -                | -                |
| 2014-15          | レフ・ポズナン   | 10               | 2                | 0                | -                | -                |
| 2014-15          | ディナモ・キーウ | 91               | 6                | 3                | -                | -                |
| 2015-16          | ディナモ・キーウ | 91               | -                | -                | 4                | 0                |
| 2016-17          | アンデルレヒト   | 91               |                  |                  | -                | -                |
| 通算             | UEFA             | UEFA             | 12               | 6                | 4                | 0                |

## 代表歴

### 出場大会
- ポーランド代表
  - 2018 FIFAワールドカップ

### 試合数
- 国際Aマッチ 19試合 4得点（2013年-2018年）[12]

| ポーランド代表 | 国際Aマッチ | 国際Aマッチ |
| 年             | 出場        | 得点        |
| -------------- | ----------- | ----------- |
| 2013           | 4           | 3           |
| 2014           | 3           | 0           |
| 2015           | 0           | 0           |
| 2016           | 4           | 1           |
| 2017           | 3           | 0           |
| 2018           | 5           | 0           |
| 通算           | 19          | 4           |

## タイトル
レフ・ポズナン
- エクストラクラサ：1回
  - 2014-15

ディナモ・キエフ
- ウクライナ・プレミアリーグ：2回
  - 2014-15, 2015-16
- ウクライナ・カップ：1回
  - 2014-15
- ウクライナ・スーパーカップ：1回
  - 2016

アンデルレヒト
- ジュピラー・プロ・リーグ：1回
  - 2016-17
- ベルギー・スーパーカップ：1回
  - 2017